# Nowa Synagoga w Gdańsku-Wrzeszczu

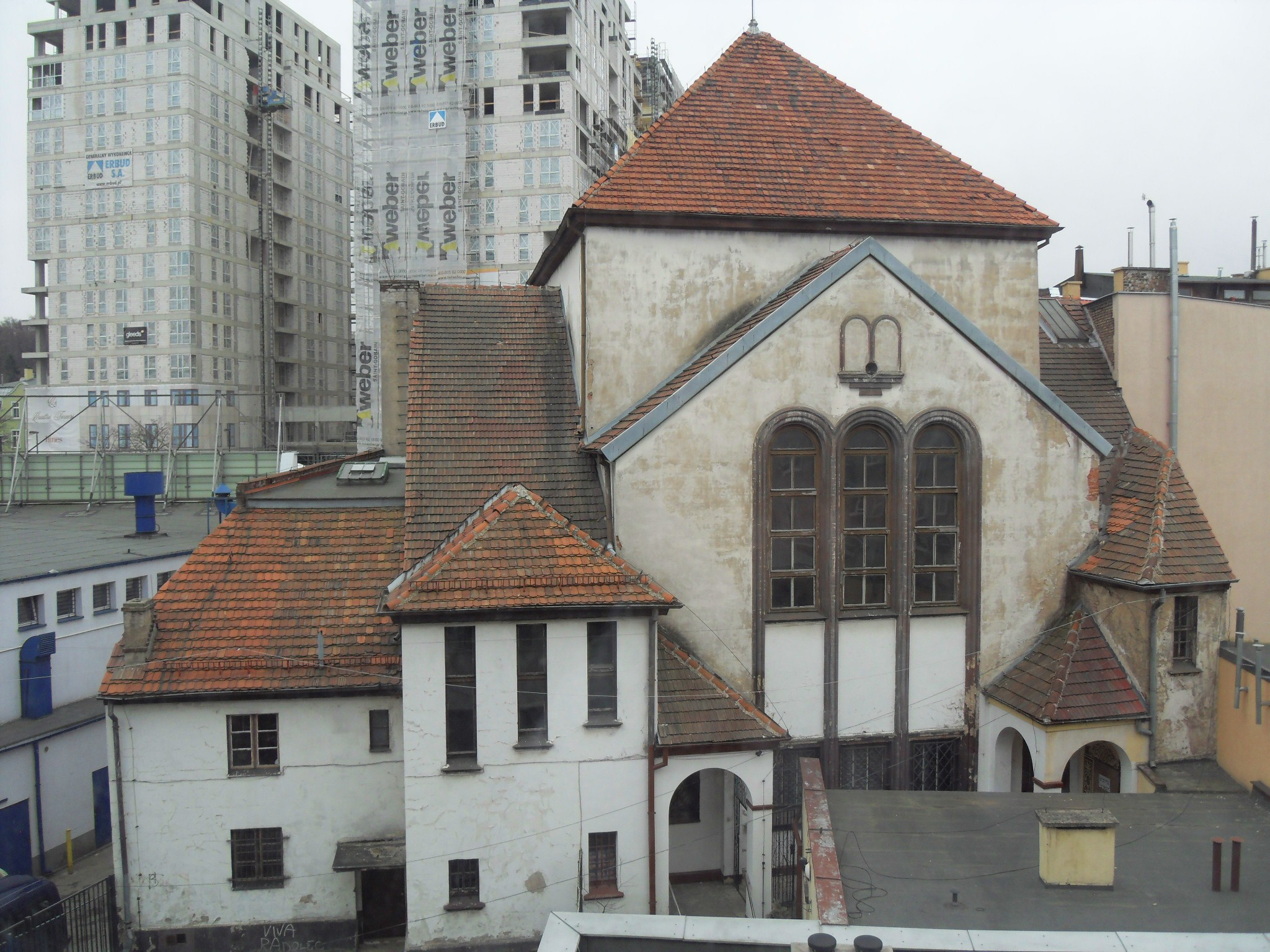
Tył synagogi

Nowa Synagoga w Gdańsku-Wrzeszczu – zabytkowa synagoga znajdująca się w Gdańsku, w dzielnicy Wrzeszcz przy ulicy Partyzantów 7.
Jest jedyną zachowaną, wolno stojącą synagogą w mieście. W latach 1946–1951 roku odgrywała rolę głównej synagogi Kongregacji Wyznania Mojżeszowego w Gdańsku.

## Historia

### Próby budowy synagogi
Koncepcje budowy synagogi narodziły się w 1922 roku, kiedy to do Wolnego Miasta Gdańska napłynęła fala uchodźców żydowskich z Rosji, Polski oraz terenów Wielkopolski. W kwietniu tego samego roku wystosowali oni list do zarządu Wielkiej Gminy Synagogalnej z prośbą o zgodę na budowę własnego domu modlitwy. Jednym z argumentów było łatwiejsze odprawianie zbiorowych modlitw bez konieczności uciążliwego podróżowania do Wielkiej Synagogi lub synagogi przy ulicy Szopy (obie w Śródmieściu).
Początkowo zarząd był tej inicjatywie niechętny i obawiał się rozpadu Wielkiej Gminy Synagogalnej na mniejsze, słabsze gminy. Zarząd zdecydował, że będzie żydowskim mieszkańcom Wrzeszcza udzielał zgody na jednorazowe zgromadzenia modlitewne w lokalach należących do członków gminy. Inicjatywa ta została bardzo niechętnie przyjęta, co spowodowało utworzenie w 1924 roku Synagogen-Verein (z niem. Stowarzyszenie Synagogalne), którego celem było m.in. publiczne odprawianie modłów oraz budowa własnej synagogi we Wrzeszczu. W maju tego samego roku zarząd Wielkiej Gminy Synagogalnej przystał na zamierzenia stowarzyszenia, co zaowocowało powołaniem specjalnej komisji, której zadaniem było zebranie funduszy na zakup parceli, przygotowanie projektu architektonicznego i budowa obiektu.

### Budowa i otwarcie
5 sierpnia 1926 roku nastąpiło uroczyste wmurowanie kamienia węgielnego pod budynek synagogi przy ówczesnej ulicy Mirchauerwegstrasse (obecnie Partyzantów). Na uroczystość przybyli: członek zarządu Gminy Synagogalnej, Gustaw Zander, który złożył w metalowej kasecie okolicznościowy dokument, modlitewnik i gdańskie monety, a także gdański rabin Dawid Weiss, przewodniczący Wrzeszczańskiego Stowarzyszenia Synagogalnego, Hermann Lewinsky i senator Hubertus Schwarz, którzy wygłosili przemówienia. Architektami budynku zostali Imberg z Berlina i Robert Friedmann z Hamburga. Na budowę i wyposażenie synagogi członkowie Synagogen-Verein zdołali zgromadzić 60 tysięcy guldenów, a Gmina Synagogalna zapewniła pozostałe środki finansowe na pokrycie całkowitych kosztów wynoszących w sumie 200 tysięcy guldenów.
Uroczyste otwarcie nastąpiło w niedzielę 25 września 1927 roku. Wówczas uroczyście wniesiono nowe zwoje Tory. Na uroczystości obecni byli: władze Gminy Synagogalnej, prezydent policji, senatorzy Wolnego Miasta Gdańska, nowe kierownictwo Synagogen-Verein: przewodniczący Richard Heidenfeld i zastępca przewodniczącego Moritz Gelhar. Modlitwy prowadzili rabin Dawid Weiss oraz Jakow Meir Sagalowicz, który odmówił modlitwę w języku hebrajskim. Na zakończenie nowo powstały chór synagogalny odśpiewał „Adon Olam”. Kantorem został Sigismund Tordey z Berlina, zatrudniono również trzech opiekunów, czyli tzw. gabbaim. Synagoga nie była jednak własnością Stowarzyszenia Synagogalnego, tylko Wielkiej Gminy, która nią zarządzała i opłacała. Mimo wielu prób gmina nie wyraziła zgody na przekazanie zarządu synagogi w ręce Stowarzyszenia.

### Noc kryształowa i II wojna światowa
Podczas nocy kryształowej z 9 na 10 listopada 1938 roku, bojówki hitlerowskie próbowały zniszczyć synagogę. Po tych wydarzeniach, w 1939 roku gmina żydowska odsprzedała budynek synagogi. Podczas II wojny światowej w jej wnętrzu mieścił się skład stolarski firmy Bernhard Hagemann i Synowie, co doprowadziło ją do znacznego zniszczenia.

### Lata powojenne
Po zakończeniu wojny synagoga znajdowała się w złym stanie technicznym i nie nadawała się do ponownego użytku. Powstałe w październiku 1945 Wojewódzkie Żydowskie Zrzeszenie Religijne zwróciło się do władz miejskich i wojewódzkich z prośbą o przekazanie zrzeszeniu budynku synagogi. Wiadomo, że w lutym 1946 budynek był już w dyspozycji społeczności żydowskiej. Wkrótce powołano Obywatelski Komitet Odbudowy Domu Modlitwy, którego zadaniem było zbieranie funduszy i przeznaczanie ich na remont budynku. Łącznie zebrano sumę 200 tysięcy złotych, co jednak i tak nie wystarczało na dokończenie renowacji. Około 1948 ukończono remont budynku i z powrotem dostosowano go do funkcji religijnych.
W związku z masową emigracją Żydów z Gdańska, w 1951 rozwiązano Kongregację Wyznania Mojżeszowego, a synagoga została przekazana obecnej Szkole Muzycznej II stopnia im. Fryderyka Chopina, która w 1953 przeprowadziła rozległy remont. Przedzielono wówczas główną salę modlitewną stropem, rozebrano galerie dla kobiet i usunięto symbole religijne.
W 2002 trwał spór pomiędzy Związkiem Gmin Wyznaniowych Żydowskich w RP a Niezależną Gminą Wyznania Mojżeszowego, o prawa własności do synagogi. Po licznych procesach sądowych prawo własności otrzymał ZGWŻ. 5 października 2007 synagogę odwiedził Günter Grass, laureat literackiej Nagrody Nobla. Uczestniczył wraz z żoną Ute i siostrą Waltrauth Grass, ambasadorem Niemiec Michaelem Gerdtsem oraz konsulem Niemiec w Gdańsku Ute Minke-Koenig w wieczerzy rozpoczynającej szabat, na którą zaprosiła go Gmina Wyznaniowa Żydowska w Gdańsku. 
31 sierpnia 2009 budynek synagogi przeszedł całkowicie pod zarządzanie filii gdańskiej Związku Gmin Wyznaniowych Żydowskich w RP.

## Mała synagoga

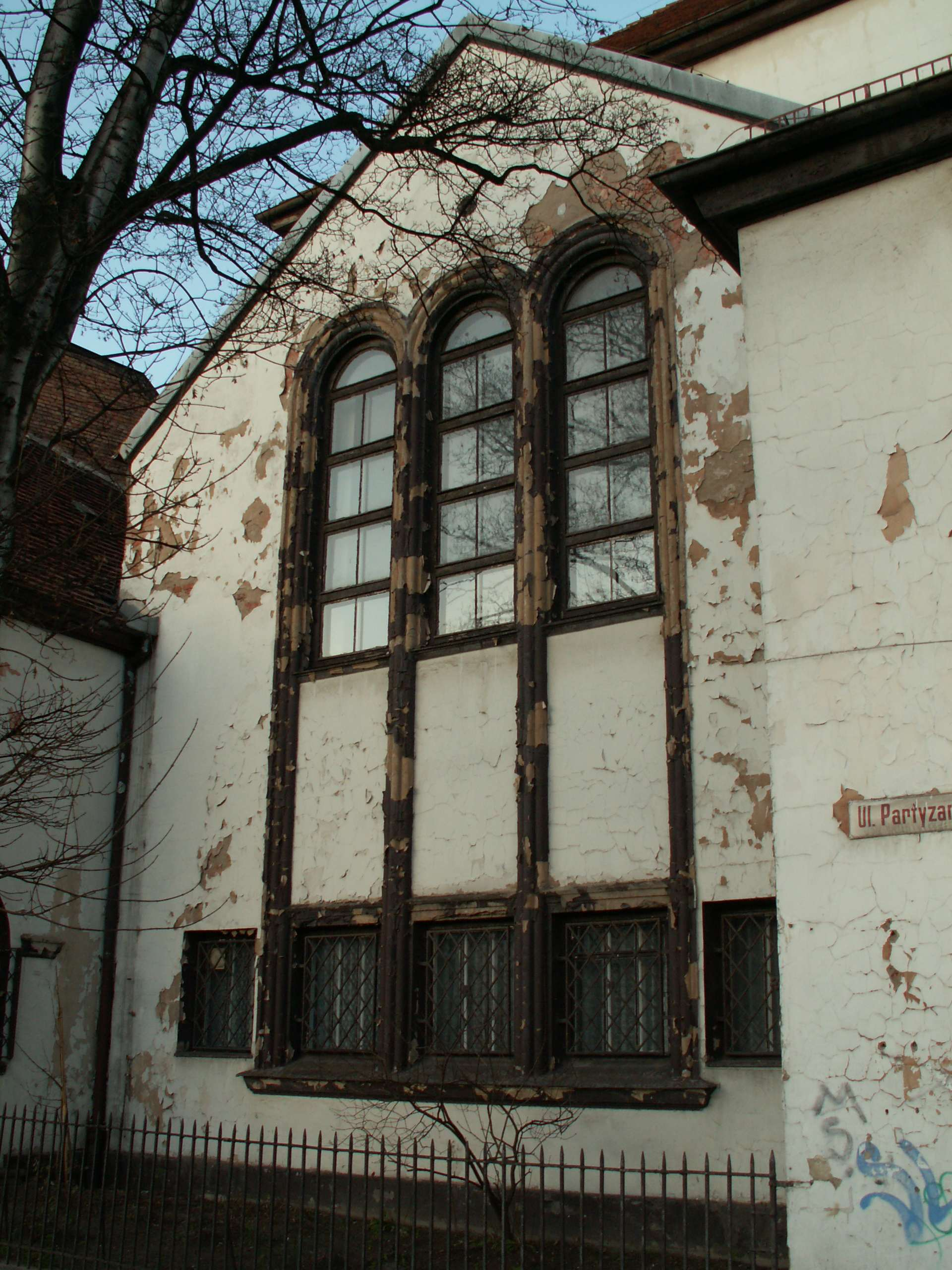
Fasada

Na początku lat 90. XX wieku w jednym z bocznych pomieszczeń umieszczono siedzibę i dom modlitwy odrodzonej Gminy Wyznaniowej Żydowskiej w Gdańsku. Jest to niewielkie, niepozorne pomieszczenie w którym na ścianie wschodniej znajduje się Aron ha-kodesz, zasłonięty aksamitnym parochetem z wyhaftowaną pośrodku gwiazdą Dawida. W jego wnętrzu znajduje się zwój Tory podarowany przez gminę żydowską z Luksemburga. W pomieszczeniu odbywają się także spotkania społeczności żydowskiej, posiłki szabatowe i inne. Nabożeństwa szabatowe odbywają się w każdy piątek po zachodzie słońca. 
Podczas większych świąt religijnych nabożeństwa i inne związane z nimi uroczystości odbywają się w dawnej głównej sali modlitewnej synagogi, która wcześniej jest specjalnie do tego przygotowywana.

## Architektura
Murowany budynek synagogi wzniesiono na planie prostokąta w stylu modernistycznym. W przypadku tego budynku zastosowano innowację – zamiast nakrywać dach kopułą, zastąpiono ją czterospadowym dachem, krytym dachówką. Wnętrze jest również utrzymane w stylu modernistycznym. Główną salę modlitewną pierwotnie z trzech stron otaczały galerie dla kobiet. Na środku stała bima, zaś przy ścianie wschodniej bogato zdobiony aron ha-kodesz.